# Kanonbåten San Pablo
Kanonbåten San Pablo, originaltitel: The Sand Pebbles, är en amerikansk drama-krigsfilm från 1966 i regi av Robert Wise. Steve McQueen spelar huvudrollen som den rebelliske sjömannen Jake Holman. Filmen utspelas kring och ombord på kanonbåten USS San Pablo i USA:s flotta på Yangtzefloden i 1920-talets Kina.

## Produktion
Förutom i Kalifornien, spelades filmen även in på Danshuifloden och Keelungfloden i norra Taiwan och i Hongkong.

## Rollista i urval
| Steve McQueen        | – Jake Holman      |
| Richard Attenborough | – Frenchy Burgoyne |
| Richard Crenna       | – Kapten Collins   |
| Candice Bergen       | – Shirley Eckert   |
| Mako                 | – Po-han           |

## Mottagande
Filmen erhöll flera nomineringar till Oscarsgalan 1967, däribland för bästa film, bästa manliga huvudroll (Steve McQueen), bästa manliga biroll (Mako) och bästa filmmusik (Jerry Goldsmith).